# Белль Старр (фільм, 1941)
«Белль Старр» (англ. Belle Starr) — американський вестерн режисера Ірвінга Каммінгса 1941 року.

## Сюжет
В Америці йде громадянська війна між Північчю і Півднем. Сем Старр, командир партизанського загону конфедератів, деякий час переховувався у володіннях сім'ї Белль. Янки, дізнавшись про це, відібрали у них землю, спалили будинок і пригрозили розправою, якщо ті й далі будуть спілкуватися з партизанами.
Всупереч погрозам республіканців Белль йде до Сема в таємний притулок загону і звідти бере участь в грабежах і нальотах, за що отримує прізвисько «Королева бандитів». Попутно Белль і Сем одружилися і дівчина придбала те ім'я, під яким її запам'ятали — Белль Старр.

## У ролях
- Рендольф Скотт — Сем Старр
- Джин Тірні — Белль Старр
- Дена Ендрюс — майор Томас Крейл
- Шепперд Страдвік — Ед Ширлі
- Елізабет Паттерсон — Сара
- Чілл Віллс — Блю Дюк
- Луїз Біверс — Мама Лу
- Олін Ховлін — Джаспер Тренч
- Пол Е. Барнс — сержант
- Джо Сойер — Джон Коул
- Джо Доунинг — Джим Коул